# Ребро жёсткости

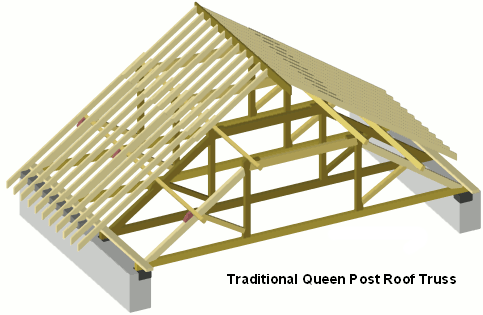
Кровельные балки, которые служат рёбрами жёсткости, позволяющие кровле выдерживать нагрузку атмосферных осадков, одновременно с тем сохранять сравнительно небольшой вес

Ребро́ жёсткости — элемент для придания конструкции большей прочности при нагрузке без изменения толщины и, соответственно, экономии материала. Большинство конструкций, имеющих в своём составе значительные по площади плоские поверхности, могут прогибаться, если к ним приложить критическое усилие. В таких случаях инженеры используют особый элемент, придающий всей конструкции требуемую жёсткость — ребро жёсткости, которое может быть самостоятельной деталью, либо входить в структуру поверхности, составляя с ней фактически одно целое.

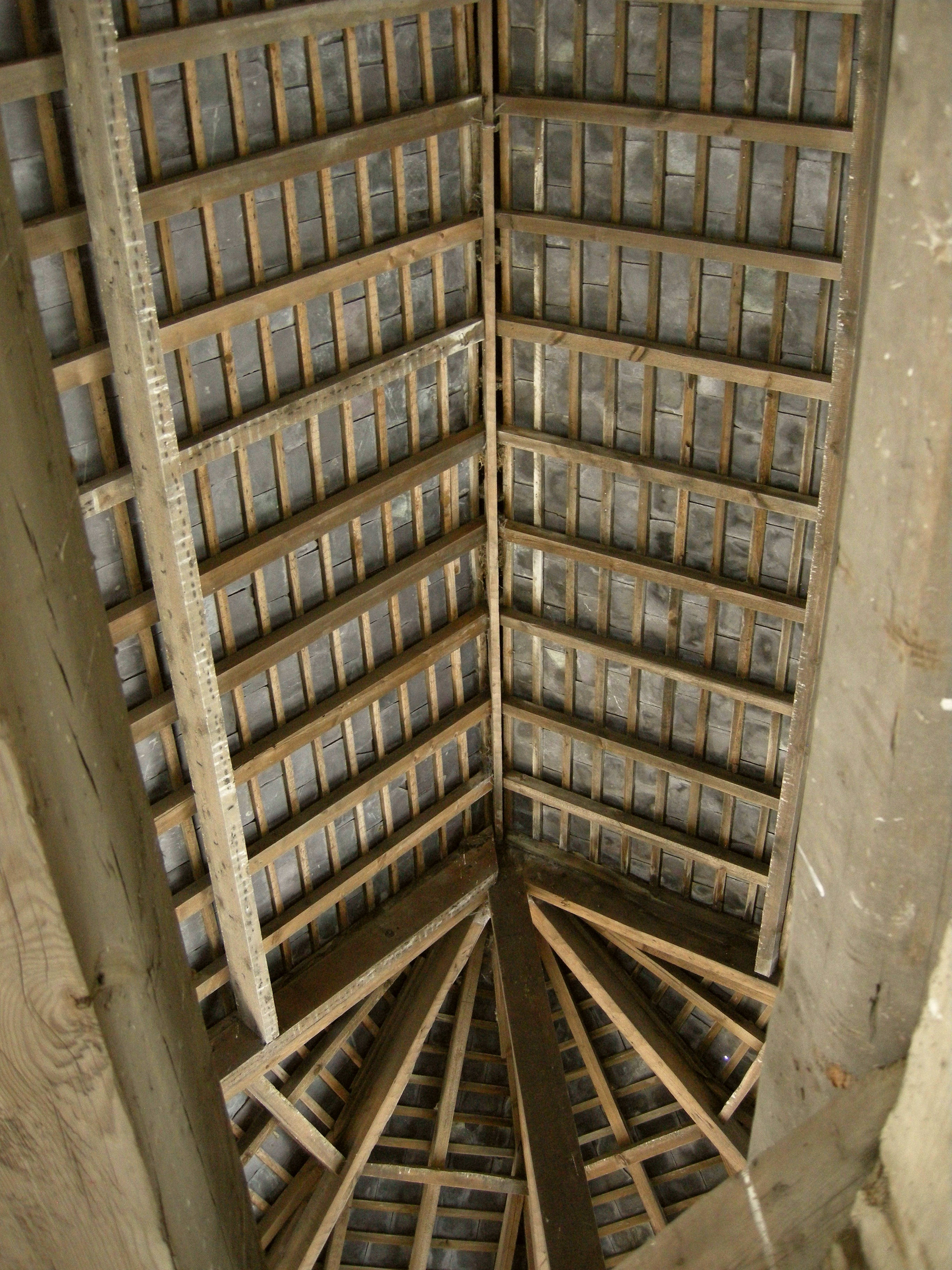
Внутренняя структура кровли. Музей Бимиша, Бимиш (графство Дарем) (Англия)

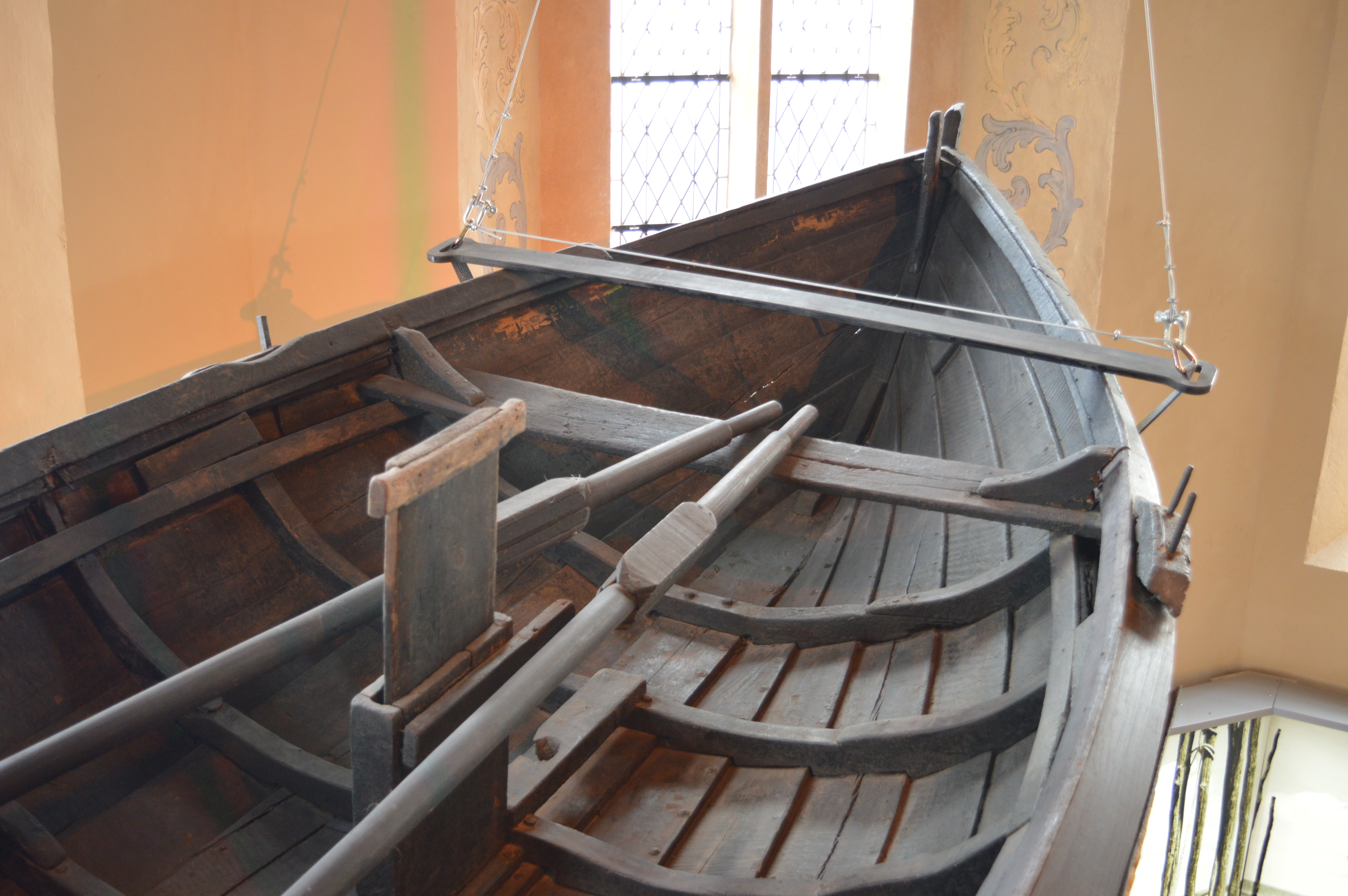
Шпангоуты лодки, которые служат рёбрами жёсткости, — конструкция, которая подражает строению кровли

## Применение
В металлообработке
В металлообработке ребро жёсткости возможно получить путём сгибания или прокатом (ярким примером является профлист, он имеет высокую жёсткость при небольшой массе и толщине металла), ребра жёсткости можно приварить или прикрутить болтами.
При изготовлении изделий из пластмасс
При изготовлении изделий из пластмасс использование рёбер жёсткости даёт возможность существенно уменьшить толщину стенок, сохранив необходимую жёсткость и прочностные характеристики. Рёбра жёсткости устраняют коробление материала и повышают его сопротивление к выпучиванию.
В строительстве
В строительстве сделать кровельный лист более жёстким помогает изменение его профиля. В итоге получается гофрированный лист, по всей поверхности которого расположены складки, по сути являющиеся рёбрами жёсткости, которые способны выдерживать весьма существенные нагрузки, сопротивляясь изгибанию. Также ребро жёсткости стены — контрфорс, находящийся под прямым углом к другой стене и служащий для неё в качестве опоры для восприятия поперечных усилий или для повышения устойчивости при продольном изгибе.
В холодном оружии
Ребро жёсткости клинка кинжала — продольный выступ, расположенный вдоль клинка, образованный сопряжением его граней, существенно повышает прочность клинка на излом. У обоюдоострых клинков ребро жёсткости находится в месте соединения заточки обоих лезвий. У холодного оружия, имеющего несколько граней (4-гранный стилет, шпага), ребро жёсткости является режущим или с тупыми гранями. В местах расположения ребра жёсткости клинки всех типов имеют наибольшую толщину.
В судостроении
В судостроении ребро жёсткости — балка судового набора из полособульбового профиля или полосового проката, подкрепляющая полотнища перекрытий, настилы палуб и платформ, наружи, обшивку, второе дно, стенки вертикального киля, стрингеров. Повышает их жёсткость и устойчивость.